# Showcase (chaîne de télévision canadienne)
Pour les articles homonymes, voir Showcase.
Showcase est une chaîne de télévision canadienne anglophone spécialisée de catégorie A appartenant à Corus Entertainment. Elle diffuse des séries dramatiques ainsi que des films.

## Histoire
Après avoir obtenu une licence auprès du CRTC en 1994 pour une chaîne spécialisée avec une « programmation exclusivement de fiction qui se composera des meilleurs films, dramatiques, comédies et mini-séries de producteurs indépendants du Canada et d'ailleurs dans le monde » avec une restriction que 95 % des émissions diffusées par la chaîne doivent être produits à l'extérieur des États-Unis, Showcase est entré en ondes le 1er janvier 1995 par un consortium dont Alliance Atlantis possédait plus que la moitié des actifs de la chaîne.
Dès son lancement, Showcase a accumulé des critiques négatives avec des rediffusions d'émissions des années 1980 en indiquant aux téléspectateurs que « les attitudes du passé n'ont pas toujours été les mêmes qu'aujourd'hui ». Après quelques acquisitions, Alliance Atlantis devient le seul propriétaire de la chaîne. En septembre 2001, Alliance Atlantis lance deux chaînes dérivées : Showcase Diva et Showcase Action, distribuées uniquement en mode numérique.
Une version haute définition de la version de l'est canadien, Showcase HD, a été lancée le 16 décembre 2006.
Le 18 janvier 2008, CW Media (Canwest et Goldman Sachs) fait l'acquisition d'Alliance Atlantis. Sous les dettes, Shaw Communications fait l'acquisition de CW Media le 27 octobre 2010 et Showcase fait maintenant partie de Shaw Media.
La chaîne opérait aussi depuis ses débuts un signal pour l'ouest canadien décalé de 3 heures, qui a pris fin le 24 août 2012.
Depuis le 1er avril 2016, Shaw Media appartient désormais à Corus Entertainment.

## Programmation
Durant les premières années, Showcase diffusait des rediffusions de séries canadiennes telles que Due South, Cold Squad et Da Vinci's Inquest. Au cours des années, la programmation a changé beaucoup. On y retrouvait la première diffusion canadienne de séries américaines telles que Rescue Me, Weeds, It's Always Sunny in Philadelphia, Saving Grace et The L Word, ainsi que des importations britanniques telles que Queer as Folk et Shameless. Des séries ayant déjà été diffusées sur The Movie Network telles que Six Feet Under, Dead Like Me et Curb Your Enthusiasm s'y retrouvaient aussi. Showcase produit aussi des séries originales canadiennes telles que Paradise Falls, KinK, Naked Josh, Exes and Ohs et Trailer Park Boys.
Le slogan de Showcase à l'époque était « Television without borders » (« Télé sans frontières »). À l'automne 2005, la chaîne faisait la promotion de ses émissions de 22 h sous la bannière "10PM Unmissable" où chaque soir était thématique, dont le jeudi soir contenait des séries sous le thème gay et lesbien telles que The L Word et le vendredi soir, des séries érotiques pour adultes telles que Red Shoe Diaries et documentaires dans le monde de la pornographie telles que Sin Cities.
Lorsque CW Media a mis la main sur Alliance Atlantis en 2008, la majorité des séries de 22 h ont été remplacées par des rediffusions des séries NCIS, House, Bones, et CSI, les séries adultes du vendredi soir ont été transférées sur IFC Canada et remplacées par des films d'Hollywood. Aujourd'hui, une faible sélection de séries américaines sont diffusés à 22 h et les séries britanniques et australiennes se font rares.
Dès 2016, Corus met fin aux productions originales pour la chaîne, et transfert les séries attirant un public féminin sur sa chaîne W Network.

### Séries originales
- Almost Heroes (en) (1 saison, 2011)
- Billable Hours (en) (3 saisons, 2006–2008)
- Bliss (3 saisons, 2002–2004)
- Continuum (2012–2015)
- La Double vie de Jimmy Burn (en) (Cra$h & Burn) (1 saison, 2009)
- The Drunk and On Drugs Happy Fun Time Hour (en) (1 saison, 2011)
- Le Fou de l'hôtel (Endgame) (1 saison, 2011)
- Exes and Ohs (en) (2 saisons, 2009–2010)
- The Foundation (en) (1 saison, 2009–2010)
- Haven (5 saisons, 2010–2015)
- It's Me...Gerald (en) (1 saison, 2005)
- Kenny vs. Spenny (en) (6 saisons, 2003–2010)
- Jessica King (King) (2 saisons, 2011–2012)
- KinK (en) (5 saisons, 2001–2006)
- Lost Girl (5 saisons, 2010–2015)
- Moccasin Flats (en) (3 saisons, 2003–2006)
- Moose TV (en) (1 saison, 2007–2008)
- Les Leçons de Josh (Naked Josh) (3 saisons, 2004–2006)
- Paradise Falls (3 saisons, 2001, 2004, 2007)
- Pure Pwnage (1 saison, 2010–2011)
- Rent-a-Goalie (3 saisons, 2006–2008)
- Show Me Yours (en) (2 saisons, 2004–2005)
- Shattered (1 saison, 2010)
- Single White Spenny (en) (1 saison, 2011)
- Slings & Arrows (en) (3 saisons, 2003–2006)
- Testees (en) (1 saison, 2008–2009)
- Trailer Park Boys (7 saisons, 2001–2007)
- Les Voyageurs du temps (Travelers) (coproduction avec Netflix 2016-2017, puis uniquement sur Netflix en 2018)[2]
- Webdreams (en) (3 saisons, 2005–2008)
- XIII : La Série (XIII: The Series) (2011–2012)

### Séries étrangères

#### Première diffusion canadienne
- 12 Monkeys (2015–2018)
- Absentia (2017–2020)
- Beauty and the Beast (2012–2016)[3]
- Wes et Travis (Common Law) (2012)
- Copper (2012–2013)
- Covert Affairs
- Dominion (2014)[4]
- Drop Dead Diva (déplacé sur Lifetime)
- Fairly Legal
- Happy! (2017–2019)
- Hunters (2016)
- It's Always Sunny in Philadelphia
- Law and Order: UK
- Legacies (2018–2022)
- Luther
- The Magicians (2015–2020)
- Misfits
- Mr Robot (2015–2019)
- The Musketeers (2014–2016)
- Outlander (2014–2016, puis sur W Network)[4]
- The Path (2016–2018)
- The Red Tent[4]
- Roswell, New Mexico (2019–2022)
- Marvel's Runaways (2017–2019)
- Satisfaction (en) (2014)[4]
- Sea Patrol
- The Sinner (2017–2021)
- Supergirl (depuis la 2e saison, 2016–2021)
- Warehouse 13
- Weeds
- World Without End (suite des Piliers de la terre) (2012)[3]

#### Rediffusions
- Rookie Blue
- Royal Pains
- Burn Notice
- Justified
- Rizzoli et Isles

## Identité visuelle

Premier logo (2000-2009)
Ancien logo (2009-2015)
Ancien logo (HD)